# Phryneta ellioti
Phryneta ellioti là một loài bọ cánh cứng trong họ Cerambycidae.